# Episodi di Cardfight!! Vanguard Extra Story -IF-
Cardfight!! Vanguard Extra Story -IF- (カードファイト!! ヴァンガード外伝 -if-イフ?, Kādofaito!! Vangādo gaiden -if- Ifu) è stato trasmesso in Giappone dal 30 maggio al 28 novembre 2020 su TV Tokyo per un totale di 25 episodi. La sigla d'apertura è What-if Wonderland!! degli Argonavis mentre quelle di chiusura sono Gonna be right delle Peaky P-key (ep. 469-480) e Horizontal Oath delle RONDO (ep. 481-492).

Il logo della serie

Il protagonista della storia è Kouji Ibuki, un Vanguard Fighter. Un giorno il ragazzo viene chiamato presso la residenza Tatsunagi, ma finisce per essere teletrasportato nel mondo -IF-, dove apprende che il gioco Cardfight!! Vanguard non esiste. Ibuki farà poi conoscenza di alcune misteriose ragazze: la ragazza magica Emi Sendou e la fata delle carte Shuka, che fungono da "Coppia di Blaster" che permettono di evocare le unità dalle carte di Ibuki per farle lottare contro i malvagi scagnozzi di Jammer. Così il quartetto composto da Ibuki, Emi, Shuka e Suiko Tatsunagi cominceranno un viaggio per scoprire la verità riguardo a questo nuovo mondo a loro sconosciuto.

## Lista episodi
| Nº serie | Nº | Titolo italiano (traduzione letterale) Giapponese 「Kanji」 - Rōmaji | In onda           | In onda |
| Nº serie | Nº | Titolo italiano (traduzione letterale) Giapponese 「Kanji」 - Rōmaji | Giapponese        |         |
| 1 (468)  | 1  | Il leader è una ragazza magica!? 「先導者は魔法少女!?」 - Sendō-sha wa mahō shōjo!?                                                                                            | 30 maggio 2020    |         |
| 2 (469)  | 2  | Il mondo di if combatte con la magia!? 「ifの世界は魔法でバトル!?」 - If no sekai wa mahō de Batoru!?                                                                          | 6 giugno 2020     |         |
| 3 (470)  | 3  | Le lacrime di Jammer!? L'orgoglio di un idol! 「ジャマーの涙！？アイドルのプライド！」 - Jamā no namida!? Aidoru no Puraido!                                                   | 13 giugno 2020    |         |
| 4 (471)  | 4  | Elettrizzante! I fiorenti guanti VF!? 「ビリビリ！ＶＦグローブ大繁盛！？」 - Biribiri! VF Gurōbu dai hanjō!?                                                                   | 20 giugno 2020    |         |
| 5 (472)  | 5  | Alleato o nemico!? Mask the Dark!! 「敵か味方か！？マスク・ザ・ダーク！！」 - Teki ka mikata ka!? Masuku za Dāku!!                                                             | 27 giugno 2020    |         |
| 6 (473)  | 6  | Say my name!? Kyo la malvagia maschera di ferro!! 「Ｓａｙ ｍｙ ｎａｍｅ！？キョウ悪な鉄仮面！！」 - Say my name!? Kyō akuna tetsu kamen!!                                     | 4 luglio 2020     |         |
| 7 (474)  | 7  | È ora rivelato!? L'incontro con una ragazza magica!! 「今明かされる！？魔法少女の出会い！！」 - Ima akasareru!? Mahō shōjo no deai!!                                           | 11 luglio 2020    |         |
| 8 (475)  | 8  | Un incidente a Capital!! Il capo del retroscena e la terrificante crocchetta!? 「キャピタル事変！！番長と恐怖のコロッケ！？」 - Kyapitaru jihen!! Banchō to kyōfu no korokke!? | 18 luglio 2020    |         |
| 9 (476)  | 9  | Non è bello!? Richiama la passione!! 「男前じゃない！？呼び覚ませ熱い想い！！」 - Otokomae janai!? Yobisamase atsui omoi!!                                                     | 25 luglio 2020    |         |
| 10 (477) | 10 | Impossibile finire!! Una lotta alimentare soprannaturale!? 「食べきれない！！超能力でフードファイト！？」 - Tabe kirenai!! Chō nōryoku de Fūdo Faito!?                         | 1º agosto 2020    |         |
| 11 (478) | 11 | Grande battaglia!? Difficoltà!! Personaggio mascotte!! 「大喧嘩！？難航！！マスコットキャラ！！」 - Dai kenka!? Nankō!! Masukotto kyara!!                                      | 8 agosto 2020     |         |
| 12 (479) | 12 | La verità della maschera 「仮面の真実」 - Kamen no shinjitsu | 15 agosto 2020    |         |
| 13 (480) | 13 | Pensieri incrociati, percorsi paralleli 「交差する思い、交わらない道」 - Kōsa suru omoi, majiwaranai michi                                                                     | 22 agosto 2020    |         |
| 14 (481) | 14 | Toshiki Kai 「櫂トシキ」 - Kai Toshiki | 12 settembre 2020 |         |
| 15 (482) | 15 | Vera storia 「本来の歴史」 - Honrai no rekishi | 19 settembre 2020 |         |
| 16 (483) | 16 | Incontro con Overlord 「邂逅のオーバーロード」 - Kaigō no Ōbārōdo | 26 settembre 2020 |         |
| 17 (484) | 17 | La fine dei rimpianti 「後悔の終わり」 - Kōkai no owari | 3 ottobre 2020    |         |
| 18 (485) | 18 | Come un fratello 「兄として」 - Ani to shite | 10 ottobre 2020   |         |
| 19 (486) | 19 | Ferite irrimediabili 「消えない傷」 - Kienai kizu | 17 ottobre 2020   |         |
| 20 (487) | 20 | Il luogo degli inizi 「始まりの場所」 - Hajimari no basho | 24 ottobre 2020   |         |
| 21 (488) | 21 | Sentinella del destino 「運命の守護者」 - Unmei no shugosha | 31 ottobre 2020   |         |
| 22 (489) | 22 | La risolutezza della fata 「妖精の決意」 - Yōsei no ketsui | 7 novembre 2020   |         |
| 23 (490) | 23 | Un mondo senza di te 「君のいない世界」 - Kimi no inai sekai | 14 novembre 2020  |         |
| 24 (491) | 24 | La carta del miracolo 「奇跡のカード」 - Kiseki no Kādo | 21 novembre 2020  |         |
| 25 (492) | 25 | Cuori collegati 「みんなの心をコネクテッド」 - Min'na no kokoro o Konekuteddo                                                                                                  | 28 novembre 2020  |         |